# 平田匡宏
平田 匡宏（ひらた まさひろ）は、日本の造園系地方公務員。

## 来歴
1964年に千葉大学園芸学部造園学科を卒業した。
札幌市建設局道路維持部長などを経て、札幌市環境局長を務めた。その傍ら、1995年から1999年まで札幌市下水道資源公社理事を務め、札幌市退官後は2006年から北海道ガス子会社の天然ガス自動車北海道社長、2007年からは北海道環境保全技術協会理事長といった役職に就く。
2004年に、第26回日本公園緑地協会北村賞を受賞した。
造園の代表作にミュンヘン国際庭園博日本庭園がある。